# Boo slott
Boo slott ligger i Bo socken i Hallsbergs kommun i sydöstra Närke. Slottet är beläget cirka 28 kilometer sydost om Hallsberg invid sjön Avern.

## Boo fideikommiss
Boo fideikommiss är ett gammalt och fortfarande gällande fideikommiss. Efter syskonen Anna och Gustaf Cruus dödsfall, båda år 1692, ärvdes landområdet kring Boo av Anna Cruus och Claes Flemings dotter Anna Fleming (1683–1737). Hon gifte sig år 1723 med Hugo Johan Hamilton. Hamilton kom att genom "arv, byte och köp" bilda ett fideikommiss av området kring nuvarande Boo slott och Iboholm.
På 1920-talet omfattade egendomen Boo fideikommiss cirka 16 500 hektar, därav 1 945 hektar åker.
Än i dag omfattar fideikommisset nästan hela Bo socken.

## Boo herrgård
Herrgården, som sedan 1748 gått i arv inom den friherrliga ätten Hamilton af Hageby, blev ombyggd första gången på 1780-talet av Karl Didrik Hamilton. Då förändrades den karolinska gårdsanläggningen till ett corps de logi, som var kvar till 1878. För att kunna bygga det nuvarande slottet revs den gamla herrgården.

## Boo slott

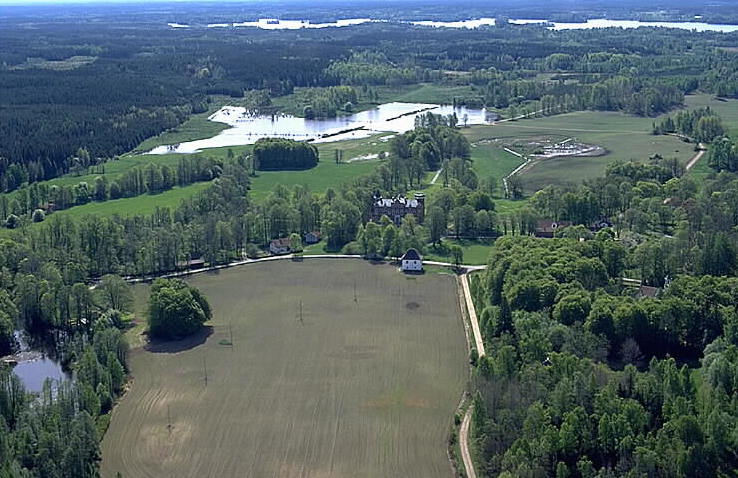
Flygfoto

Boo slott uppfördes i nygotik 1874–1882 efter Johan Fredrik Åboms ritningar. Byggherre var riksdagsledamoten Hugo Johan Hamilton af Hageby. Slottet är byggt i sten med torn, krenelerade murar och trappgavlar. I huvudvåningen en trappa upp dekorerades tak och väggar av Carl Grabow. 1925–1927 gjordes en invändig ombyggnad under ledning av Ivar Tengbom. Den stora salongen fick 1700-talsutseende och i vestibulen byggdes en spis i marmor. Samtidigt anlade landskapsarkitekten Rudolf Abelin en ny landskapspark kring slottet.
Här finns ett större bibliotek.